# (21203) 1994 PP20
1994 بي بي 20 (ويعرف أيضًا باسم (21203) 1994 بي بي 20 وفق تسمية الكوكب الصغير) (بالإنجليزية: 1994 PP20)‏ هو كويكب ضمن حزام الكويكبات؛ وترتيبه 21203 من حيث الاكتشاف.
اكتُشف هذا الجُرم الفلكي بواسطة إيريك والتر إلست في 12 أغسطس 1994.

## وصلات خارجية
- (21203) 1994 PP20 في قاعدة بيانات مختبر الدفع النفاث لأجرام النظام الشمسي الصغيرة

- الاكتشاف · مخطط المدار ·  العناصر المدارية · المعلمات المادية

- (21203) 1994 PP20 على موقع ويكي سكاي: DSS2, SDSS, GALEX, IRAS, Hydrogen α, X-Ray, Astrophoto, Sky Map, Articles and images